# Curt Haubold von Einsiedel
Curt Haubold von Einsiedel (* 18. Februar 1792 in Zeitz; † 6. Dezember 1829) war ein sächsischer Offizier, der zuletzt im Dienste des Württembergischen Königs stand.

## Leben
Er entstammt dem meißnischen Adelsgeschlecht Einsiedel. Curt Haubold war der einzige Sohn des sächsischen Offiziers und Rittergutbesitzers in Wolftitz bei Leipzig Haubold Reinhardt von Einsiedel (1746–1831) und dessen zweiten Ehefrau Friederike Therese (geb. von Könitz; 1766–1828, Tochter von Ernst August Friedrich von Könitz (1742–1800) und Friederike Henriette von Kirchbach (1741–1794)).
Einsiedel besuchte die Thomasschule zu Leipzig. 1806 wurde er Fahnenjunker bei Königlich-Sächsischen Chevauleger Regiment „Prinz Clemens“. Im Gefecht bei Saalfeld geriet er in französische Kriegsgefangenschaft. 1809 nahm er am Österreichischen Feldzug gegen das Herzogtum Warschau teil. 1811 schied er aus dem sächsischen Dienst als Sekondeleutnant aus und wechselte, wie auch andere Familienangehörige, in die Württembergische Armee. Er kämpfte gegen die Russen in der Schlacht an der Beresina bei Moskau, wo er schwer verletzt wurde. Für seine Verdienste erhielt er vom König Friedrich I. von Württemberg das Ritterkreuz des Militärverdienstordens und wurde zum Oberleutnant befördert. Er beteiligte sich an den Befreiungskriegen u. a. Völkerschlacht bei Leipzig und Schlacht bei Paris. Einsiedel gehörte zur Brigade Normann und wechselte am 18. Oktober 1813 auf die Seite der Koalition gegen Frankreich. 1818 wurde er entlassen. Er starb 1829 an der sogenannten Brustwassersucht.